# Équipe d'Allemagne de l'Est de football en 1952
Il s'agit des matchs de la sélection est-allemande au cours de l'année 1952. La sélection de RDA dispute le premier match de son histoire contre la Pologne le 21 septembre.

## Matchs et résultats
| Match amical                                  | Pologne                         | 3 – 0   | Allemagne de l'Est | Varsovie                                                 |                                                          |
| 21 septembre 1952 · Historique des rencontres | Tampisz 70e · T. Anioła 80e 84e | (0 - 0) |                    | Spectateurs : 35 000 Arbitrage : M. Harangozo ( Hongrie) | Spectateurs : 35 000 Arbitrage : M. Harangozo ( Hongrie) |

| Match amical                                | Roumanie          | 3 – 1   | Allemagne de l'Est | Stade du 23 août, Bucarest                              |                                                         |
| 26 octobre 1952 · Historique des rencontres | Vaczi 25e 37e 43e | (3 - 1) | 26e Schnieke       | Spectateurs : 50 000 Arbitrage : M. Fronczyk ( Pologne) | Spectateurs : 50 000 Arbitrage : M. Fronczyk ( Pologne) |